# Phänomen Typ 412
Der Phänomen Typ 412 war ein Personenkraftwagen der sächsischen Phänomen Werke Gustav Hiller AG aus Zittau, das 1922 vorgestellt und von 1924 bis 1927 in Serie hergestellt wurde.
Der Phänomen Typ 412 verfügte über einen Vierzylinder-Reihenmotor mit einem Hubraum von 3132 cm³ aus 85 mm Bohrung und 138 mm Hub mit einer Leistung von 50 PS (37 kW). Die Höchstgeschwindigkeit lag bei 100 km/h. Die Spurweite betrug 1400 mm.
Der Phänomen Typ 412 wurde 1922 als Nachfolger des Phänomen Typ M.T.C. 16/45 vorgestellt. Das von einem Konstrukteursteam um den technischen Direktor Rudolf Hiller konstruierte Fahrzeug stellte 1922 den höchsten Stand der damaligen Technik dar. Zunehmende Konkurrenz aus dem Ausland führte dazu, dass das Phänomen-Werk 1927 die PKW-Produktion und damit die Herstellung des Typ 412 ein- und seine Produktion auf Lastkraftwagen umstellte.